# Правительство Александра Мартынова
В статье даются сведения о составе Правительства Приднестровской Молдавской Республики под председательством Александра Мартынова, действовавшего с 17 декабря 2016 по 26 мая 2022.
19 декабря 2016 Президент ПМР обновил структуру органов исполнительной власти и иных государственных органов приднестровского государства. В систему исполнительной власти вошло 12 министерств, 9 государственных служб, 2 государственных комитета, а также 7 государственных администраций городов и районов республики.
Были внесены следующие коррективы в систему исполнительной власти республики:
- реорганизация Министерства юстиции ПМР путём выделения из него в самостоятельный орган Государственной службы управления документацией и архивами ПМР;
- реорганизация Министерства экономического развития ПМР путём выделения из него в самостоятельный орган Государственной службы статистики ПМР;
- реорганизация Комитета государственной безопасности ПМР в Министерство государственной безопасности ПМР;
- переименование Министерства регионального развития, транспорта и связи ПМР в Министерство промышленности и регионального развития ПМР; позднее его ликвидация и реорганизация в форме присоединения к Министерству экономического развития ПМР;
- переименование Государственной службы по культуре ПМР в Государственную службу по культуре и историческому наследию ПМР;
- создание Государственной службы экологического контроля и охраны окружающей среды ПМР путём реорганизации в форме слияния управления экологического мониторинга и экспертизы Министерства сельского хозяйства и природных ресурсов ПМР и управления надзора в сфере экологии и природопользования Службы государственного надзора ПМР;
- передача Комитета цен и антимонопольной деятельности ПМР в ведение Министерства экономического развития ПМР;
- реорганизация Службы безопасности Президента ПМР в Государственную службу охраны ПМР;
- Создание Министерства цифрового развития, связи и массовых коммуникаций ПМР путём слияния Государственной службы средств массовой информации ПМР и Государственной службы связи ПМР.

## Новая структура системы исполнительной власти
Впервые в истории республики система исполнительной власти была выстроена отчасти по примеру организации структуры федеральных органов исполнительной власти в Российской Федерации. Все исполнительные органы государственной власти и управления в ПМР были распределены по трём категориям:
1. Исполнительные органы, руководство которыми осуществляет Президент ПМР:
- Министерство внутренних дел ПМР
- Министерство обороны ПМР
- Министерство иностранных дел ПМР
- Министерство юстиции ПМР
- Министерство государственной безопасности ПМР
- Государственный таможенный комитет ПМР
- Следственный комитет ПМР
- Государственная служба охраны ПМР
- Государственная служба судебных исполнителей ПМР
- Государственная служба управления документацией и архивами ПМР.

2. Исполнительные органы, руководство которыми осуществляет Правительство ПМР:
- Министерство экономического развития ПМР
- Министерство финансов ПМР
- Министерство сельского хозяйства и природных ресурсов ПМР
- Министерство здравоохранения ПМР
- Министерство просвещения ПМР
- Министерство по социальной защите и труду ПМР
- Министерство цифрового развития, связи и массовых коммуникаций ПМР
- Государственная служба статистики ПМР
- Государственная служба экологического контроля и охраны окружающей среды ПМР
- Государственная служба по спорту ПМР
- Государственная служба по культуре и историческому наследию ПМР
- Государственная служба исполнения наказаний ПМР.

3. Государственные администрации:
- Государственная администрация города Тирасполь и города Днестровск
- Государственная администрация города Бендеры
- Государственная администрация Слободзейского района и города Слободзея
- Государственная администрация Каменского района и города Каменка
- Государственная администрация Григориопольского района и города Григориополь
- Государственная администрация Рыбницкого района и города Рыбница
- Государственная администрация Дубоссарского района и города Дубоссары.

## Персональный состав
| Должность | Руководитель                          | Начало          | Окончание       |
| Председатель Правительства | Мартынов Александр Владимирович       | 17 декабря 2016 | 26 мая 2022     |
| Председатель Правительства | Касап Станислав Михайлович (и. о.)    | 26 мая 2022     | 29 мая 2022     |
| Первый заместитель Председателя Правительства | Слинченко Алевтина Алексеевна         | 18 февраля 2016 | 3 октября 2017  |
| Первый заместитель Председателя Правительства | Кирова Татьяна Петровна               | 3 октября 2017  | 1 января 2018   |
| Первый заместитель Председателя Правительства — Министр финансов | Кирова Татьяна Петровна               | 1 января 2018   | 25 марта 2022   |
| Первый заместитель Председателя Правительства — Министр финансов | Рускевич Алёна Александровна (и. о.)  | 25 марта 2022   | 29 мая 2022     |
| Заместитель Председателя Правительства по вопросам правового регулирования и взаимодействия с органами государственной власти — Руководитель Аппарата Правительства | Цуркан Алексей Алексеевич             | 19 декабря 2016 | 5 марта 2017    |
| Заместитель Председателя Правительства по вопросам правового регулирования и взаимодействия с органами государственной власти — Руководитель Аппарата Правительства | Касап Станислав Михайлович            | 6 марта 2017    | 29 мая 2022     |
| Заместитель Председателя Правительства — Министр экономического развития                                                                                            | Оболоник Сергей Анатольевич           | 4 октября 2017  | 29 мая 2022     |
| Заместитель Председателя Правительства по вопросам стратегического развития и реформ                                                                                | Цуркан Алексей Алексеевич             | 6 марта 2017    | 4 октября 2017  |
| Заместитель Председателя Правительства | Цуркан Алексей Алексеевич             | 4 октября 2017  | 19 марта 2019   |
| Заместитель Председателя Правительства — Министр здравоохранения | Цуркан Алексей Алексеевич             | 19 марта 2019   | 31 марта 2020   |
| Заместитель Председателя Правительства | Цуркан Алексей Алексеевич             | 31 марта 2020   | 13 апреля 2020  |
| Министр экономического развития | Болтрушко Дмитрий Сергеевич           | 17 декабря 2016 | 26 декабря 2016 |
| Министр экономического развития | Оболоник Сергей Анатольевич           | 26 декабря 2016 | 29 мая 2022     |
| Министр финансов | Молоканова Ирина Ивановна             | 17 декабря 2016 | 29 декабря 2017 |
| Министр финансов | Кирова Татьяна Петровна               | 1 января 2018   | 25 марта 2022   |
| Министр финансов | Рускевич Алёна Александровна (и. о.)  | 25 марта 2022   | 29 мая 2022     |
| Министр просвещения | Цивинская Татьяна Владимировна        | 17 декабря 2016 | 30 декабря 2016 |
| Министр просвещения | Логинова Татьяна Геннадьевна          | 30 декабря 2016 | 13 ноября 2019  |
| Министр просвещения | Николюк Алла Николаевна (и. о.)       | 18 ноября 2019  | 23 декабря 2019 |
| Министр просвещения | Николюк Алла Николаевна               | 23 декабря 2019 | 13 января 2022  |
| Министр просвещения | Иванишина Светлана Николаевна         | 14 января 2022  | 29 мая 2022     |
| Министр сельского хозяйства и природных ресурсов | Тимотина Светлана Васильевна          | 17 декабря 2016 | 21 декабря 2016 |
| Министр сельского хозяйства и природных ресурсов | Коваль Ефимий Михайлович              | 21 декабря 2016 | 19 января 2022  |
| Министр сельского хозяйства и природных ресурсов | Розенберг Александр Николаевич        | 19 января 2022  | 2? мая 2022     |
| Министр промышленности и регионального развития | Глига Николай Яковлевич               | 23 декабря 2016 | 29 декабря 2017 |
| Министр иностранных дел | Игнатьев Виталий Викторович           | 17 декабря 2016 | 29 мая 2022     |
| Министр внутренних дел | Романюк Станислав Вячеславович        | 17 декабря 2016 | 19 декабря 2016 |
| Министр внутренних дел | Мова Руслан Петрович                  | 19 декабря 2016 | 8 июня 2021     |
| Министр внутренних дел | Нягу Виталий Николаевич               | 8 июня 2021     | 29 мая 2022     |
| Министр обороны | Паулеско Руслан Васильевич            | 17 декабря 2016 | 26 декабря 2016 |
| Министр обороны | Обручков Олег Александрович           | 26 декабря 2016 | 29 мая 2022     |
| Министр по социальной защите и труду | Куличенко Елена Николаевна            | 17 декабря 2016 | 31 марта 2020   |
| Министр по социальной защите и труду | Федотов, Олег Александрович (и. о.)   | 31 марта 2020   | 19 мая 2020     |
| Министр по социальной защите и труду | Куличенко Елена Николаевна            | 19 мая 2020     | 29 мая 2022     |
| Министр здравоохранения | Скрыпник Татьяна Сергеевна            | 17 декабря 2016 | 21 декабря 2016 |
| Министр здравоохранения | Гуранда Андрей Иванович               | 21 декабря 2016 | 4 марта 2019    |
| Министр здравоохранения | Бочарова Ольга Николаевна (и. о.)     | 4 марта 2019    | 19 марта 2019   |
| Министр здравоохранения | Цуркан Алексей Алексеевич             | 19 марта 2019   | 31 марта 2020   |
| Министр здравоохранения | Куличенко Елена Николаевна (и. о.)    | 31 марта 2020   | 19 мая 2020     |
| Министр здравоохранения | Албул Кристина Валерьевна (и. о.)     | 19 мая 2020     | 17 июля 2020    |
| Министр здравоохранения | Албул Кристина Валерьевна             | 17 июля 2020    | 29 мая 2022     |
| Министр юстиции | Зварыч Ольга Владимировна             | 17 декабря 2016 | 26 декабря 2016 |
| Министр юстиции | Шевченко Александр Андреевич          | 26 декабря 2016 | 30 марта 2018   |
| Министр юстиции | Тумба Александра Иосифовна            | 30 марта 2018   | 29 мая 2022     |
| Министр государственной безопасности | Лапицкий Михаил Леонидович (и. о.)    | 9 января 2017   | 1 июня 2017     |
| Министр государственной безопасности | Гебос Валерий Дмитриевич              | 1 июня 2017     | 29 мая 2022     |
| Министр цифрового развития, связи и массовых коммуникаций | Бабенко Сергей Борисович              | 22 января 2021  | 29 мая 2022     |
| Глава администрации города Тирасполь и города Днестровск | Данилюк Сергей Валерьевич (и. о.)     | 17 декабря 2016 | 23 декабря 2016 |
| Глава администрации города Тирасполь и города Днестровск | Довгопол Олег Анатолиевич             | 23 декабря 2016 | 29 мая 2022     |
| Глава администрации города Бендеры | Чайковская Людмила Ивановна (и. о.)   | 17 декабря 2016 | 23 декабря 2016 |
| Глава администрации города Бендеры | Иванченко Роман Дмитриевич            | 23 декабря 2016 | 29 мая 2022     |
| Глава администрации Григориопольского района и города Григориополь                                                                                                  | Зыбин Александр Владимирович (и. о.)  | 17 декабря 2016 | 27 декабря 2016 |
| Глава администрации Григориопольского района и города Григориополь                                                                                                  | Габужа Олег Фёдорович                 | 27 декабря 2016 | 29 мая 2022     |
| Глава администрации Дубоссарского района и города Дубоссары | Стыренко Валерий Лаврентьевич (и. о.) | 17 декабря 2016 | 28 декабря 2016 |
| Глава администрации Дубоссарского района и города Дубоссары | Чабан Руслан Иванович                 | 28 декабря 2016 | 29 мая 2022     |
| Глава администрации Каменского района и города Каменка | Сокирка Сергей Андреевич (и. о.)      | 17 декабря 2016 | 28 декабря 2016 |
| Глава администрации Каменского района и города Каменка | Бычков Владимир Владимирович          | 28 декабря 2016 | 29 мая 2022     |
| Глава администрации Рыбницкого района и города Рыбница | Кирста Андрей Борисович (и. о.)       | 17 декабря 2016 | 28 декабря 2016 |
| Глава администрации Рыбницкого района и города Рыбница | Малай Василий Иванович                | 28 декабря 2016 | 15 мая 2017     |
| Глава администрации Рыбницкого района и города Рыбница | Фролов Вячеслав Анатольевич           | 15 мая 2017     | 17 июня 2019    |
| Глава администрации Рыбницкого района и города Рыбница | Костюк Сергей Иванович (и. о.)        | 17 июня 2019    | 26 июля 2019    |
| Глава администрации Рыбницкого района и города Рыбница | Тягай Виктор Викторович               | 26 июля 2019    | 29 мая 2022     |
| Глава администрации Слободзейского района и города Слободзея | Петриман Леонид Назарович (и. о.)     | 17 декабря 2016 | 23 декабря 2016 |
| Глава администрации Слободзейского района и города Слободзея | Тищенко Василий Васильевич            | 23 декабря 2016 | 29 мая 2022     |

## Иные органы исполнительной власти
| Орган | Руководитель                             | Начало           | Окончание        |
| В ведении Президента Приднестровской Молдавской Республики                                                                          |                                          |                  |                  |
| Администрация Президента | Белоус Сергей Владимирович               | 17 декабря 2016  | 29 мая 2022      |
| Комитет государственной безопасности (преобразован в Министерство государственной безопасности)                                     | Лапицкий Михаил Леонидович               | 17 декабря 2016  | 9 января 2017    |
| Государственный таможенный комитет                                                                                                  | Гервазюк Юрий Витальевич                 | 17 декабря 2016  | 21 декабря 2016  |
| Государственный таможенный комитет                                                                                                  | Нягу Виталий Николаевич                  | 21 декабря 2016  | 8 июля 2021      |
| Государственный таможенный комитет                                                                                                  | Фидельская Екатерина Анатольевна (и. о.) | 8 июля 2021      | 24 августа 2021  |
| Государственный таможенный комитет                                                                                                  | Грабко Валентин Васильевич               | 24 августа 2021  | 29 мая 2022      |
| Следственный комитет | Дубровина Ольга Сергеевна                | 17 декабря 2016  | 19 декабря 2016  |
| Следственный комитет | Брынзарь Вячеслав Иванович               | 19 декабря 2016  | 29 мая 2022      |
| Служба безопасности Президента (преобразована в Государственную службу охраны)                                                      | Меленчук Виталий Михайлович              | 17 декабря 2016  | 29 мая 2022      |
| Государственная служба судебных исполнителей                                                                                        | Бакрадзе Людмила Алексеевна              | 17 декабря 2016  | 6 января 2017    |
| Государственная служба судебных исполнителей                                                                                        | Чубкина-Фучеджи Снежана Васильевна       | 6 января 2017    | 29 мая 2022      |
| Государственная служба управления документацией и архивами                                                                          | Райчев Алексей Иванович                  | 17 декабря 2016  | 23 декабря 2016  |
| Государственная служба управления документацией и архивами                                                                          | Тодорашко Зинаида Георгиевна             | 23 декабря 2016  | 29 мая 2022      |
| В ведении Правительства Приднестровской Молдавской Республики                                                                       |                                          |                  |                  |
| Государственная служба средств массовой информации (преобразована в Министерство цифрового развития, связи и массовых коммуникаций) | Колодка Лидия Вячеславовна (и. о.)       | 17 декабря 2016  | 21 декабря 2016  |
| Государственная служба средств массовой информации (преобразована в Министерство цифрового развития, связи и массовых коммуникаций) | Колодка Лидия Вячеславовна               | 21 декабря 2016  | 22 января 2021   |
| Государственная служба связи (преобразована в Министерство цифрового развития, связи и массовых коммуникаций)                       | Кураш Роман Петрович                     | 17 декабря 2016  | 22 января 2021   |
| Государственная служба по спорту | Тимотин Иван Фёдорович                   | 17 декабря 2016  | 27 декабря 2016  |
| Государственная служба по спорту | Соколенко Вячеслав Григорьевич           | 27 декабря 2016  | 29 мая 2022      |
| Государственная служба по культуре и историческому наследию                                                                         | Кырмыз Мария Андреевна                   | 17 декабря 2016  | 29 мая 2022      |
| Государственная служба исполнения наказаний Министерства юстиции                                                                    | Земцов Николай Николаевич                | 17 декабря 2016  | 29 декабря 2016  |
| Государственная служба исполнения наказаний Министерства юстиции                                                                    | Марченко Николай Георгиевич              | 29 декабря 2016  | 12 июня 2017     |
| Государственная служба исполнения наказаний Министерства юстиции                                                                    | Ищенко Виталий Сергеевич (и. о.)         | 12 июня 2017     | 11 сентября 2017 |
| Государственная служба исполнения наказаний Министерства юстиции                                                                    | Ищенко Виталий Сергеевич                 | 11 сентября 2017 | 29 мая 2022      |
| Государственная служба экологического контроля и охраны окружающей среды                                                            | Сотников Василий Васильевич              | 21 декабря 2016  | 29 мая 2022      |
| Государственная служба статистики                                                                                                   | Случинская Наталья Анатольевна           | 17 декабря 2016  | 29 мая 2022      |